# Kiscsula
Kiscsula románul: Ciula Mică, fau Romániában, erdélyben, Hunyad megyében.

## Fekvése
Nagycsulától északnyugatra fekvő település.

## Története
Kiscsula, Csula nevét 1447-ben említette először oklevél p. Kyschwla néven.
1458-ban p. Kyschwla, 1733-ban Kis-Csula, 1750-ben Csulioara, 1808-ban Csula (Kis-), Klein-Schulendorf, Ciulisora, 1861-ben Csulisora, 1913-ban Kiscsula alakban írták.
A trianoni békeszerződés előtt Hunyad vármegye Hátszegi járásához tartozott.
1910-ben 252 lakosából 5 magyar, 246 román volt. Ebből 245 görögkatolikus, 6 izraelita volt.

## Források

Kiscsula egy régi térképen